# Copa de Higía

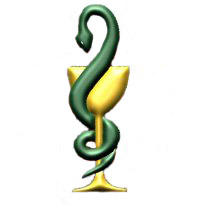
Copa de Higia.

La copa de Higía es uno de los símbolos más conocidos internacionalmente de la profesión farmacéutica. Higía era la diosa griega de la sanidad. Se trata de una serpiente enroscada en una copa, cáliz o lavabo.
Tanto la serpiente como el cáliz son símbolos que representan la naturaleza femenina y hacen alusión a la "farmacéutica" aplicada por curanderas y chamanes a base de hierbas.
La serpiente se asociaba en la mitología a la mujer por su naturaleza cíclica y a la medicina por su capacidad de "resucitar" al cambiar de piel.
El cáliz es un símbolo femenino por su calidad de contenedor (de la vida) y a su vez la farmacéutica por ser contenedora (del medicamento).

## Uso del símbolo
La copa de Higía se ha utilizado como un símbolo de la farmacia profesional al menos desde 1796, cuando se usó en una medalla (jeton francés) acuñada por la sociedad parisina de Farmacia. Desde entonces ha sido adoptada por muchas asociaciones farmacéuticas de todo el mundo, pero tales como la Asociación Americana de Farmacéuticos, la Asociación Canadiense de Farmacéuticos, la Sociedad Farmacéutica de Australia, la Sociedad Farmacéutica de Pakistán y la Federación Internacional Farmacéutica.

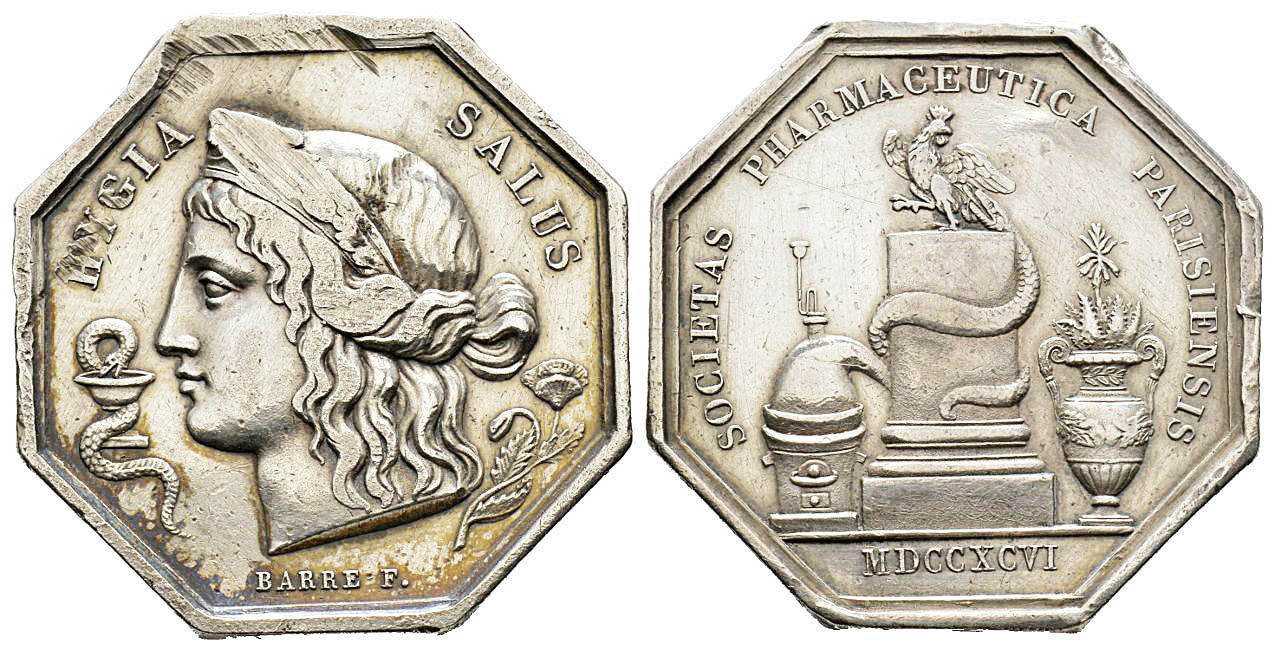
Medalla (jeton) emitido en 1796 por la Sociedad parisina de farmacia, en donde se emplea por primera vez el símbolo de la copa y la serpiente.